# Quatro Negros
Quatro Negros  é uma novela escrita e publicada pelo professor, ensaísta e crítico literário Luís Augusto Fischer  no ano de 2005. A obra recebeu, naquele ano, o prêmio de melhor novela da Associação Paulista de Críticos de Artes 
Embora já tivesse publicado dois livros de contos, O edifício ao lado da sombra (1996) e Rua Desconhecida (2002), Quatro Negros representou a primeira incursão do autor no campo da narrativa mais longa, a novela. Fischer repetiu a experiência em 2008 com a publicação de sua segunda novela, Duas Águas.

## Síntese narrativa
Dividida em cinco capítulos, a novela Quatro Negros conta a história da família de Janéti , uma merendeira que o narrador conheceu durante a realização de uma feira do livro em uma escola na região metropolitana de Porto Alegre. Além de Janéti e dos seus irmãos Airton/Jorge e Rosa/Rosi, a narrativa é completada por seu Sinhô. A infância de Janéti foi passada na região interiorana de uma cidade na metade sul do estado do Rio Grande do Sul, onde seus pais viviam, casaram e tiveram os filhos, até decidirem tentar a vida na cidade grande. 
A narrativa tem certo tom de oralidade, guiada por um narrador personagem que se apresenta desde o capítulo inicial, apontando que contará a história de Janéti, considerando-a a grande obra de sua vida. Esse narrador evoca os velhos contadores de casos (ou causos, corruptela muito frequente no linguajar gauchesco), mas ainda que a sua visão sobre o meio em que Janéti emergiu seja bastante negativa, isso, sob certo aspecto ressalta a coragem e a determinação da protagonista, que é capaz de romper com o que lhe fora traçado.
A obra, de um modo geral, dialoga com a tradição literária do Rio Grande do Sul , quer seja pela sua forma, quer seja pela temática adotada . O próprio narrador personagem ou foco narrativo, a estruturação sintática, o linguajar podem remeter a Blau Nunes , por exemplo. Por outro lado, não deixa de se contrapor ao chamado romance de 30, ou Neorealismo.
Cabe observar que a narrativa traz personagens negras  para o centro da discussão, em particular, dá relevo para Janéti, uma mulher, em um estado da federação em que o patriarcalismo, segundo os críticos, esteve bastante arraigado. Janéti constitui, dessa maneira, uma forma de superação do modelo centrado no gaúcho , o macho viril, peão nos tempos de paz e soldado quando chamado pela guerra.